# Eremitério dos Pegos Verdes
O Eremitério dos Pegos Verdes, igualmente denominado de Eremitério de Nossa Senhora do Carmo ou Mosteiro de Santo Antão, é um monumento religioso no município de Portimão, na região do Algarve, em Portugal. Sucedeu ao Eremitério da Picota, situado junto a Monchique, que foi muito danificado pelo Sismo de 1755.

## Descrição
O edifício situa-se na área de Pegos Verdes, na freguesia de Mexilhoeira Grande, mas que que originalmente estava integrada no concelho de Monchique, na antiga freguesia de Senhora do Verde. Consistia num eremitério, um edifício construído num local isolado onde se reunia uma comunidade baseada numa regra comum, tendo sido um dos principais exemplares na região da Algarve. Devido à sua localização, o convento podia ser considerado como uma casa rural, do qual apenas existiam dois exemplares no Algarve, tendo o outro sido o mosteiro na Fortaleza de São Vicente, em Sagres. Além do edifício em si, o convento também possuía uma cerca, composta por vários terrenos, onde além de terras por semear também cresciam figueiras e outras árvores. Foi alvo de profundas obras de transformação a partir do século XX, devido à sua reutilização como complexo agrícola e residência, embora ainda tenham sobrevivido alguns elementos originais, principalmente a igreja, que preservou o seu frontão triangular e o sino.
A comunidade era composta por um reduzido número de indivíduos do sexo masculino, e tinha como padroeiro Santo Antão, mas o convento em si era dedicado a Nossa Senhora do Carmo. Não era formada por sacerdotes nem professos, mas obedeciam ao prelado diocesano. A comunidade era considerada muito pobre, sendo principalmente sustentada por esmolas. Isto estava de acordo com os ideais dos membros, que procuravam desta forma recriar as condições de pobreza dos primeiros monges da religião cristã, entregando-se principalmente à oração e meditação. Além do ofício religioso, o convento também tinha funções de assistência e caridade.

## História

### Construção do Eremitério dos Pegos Verdes

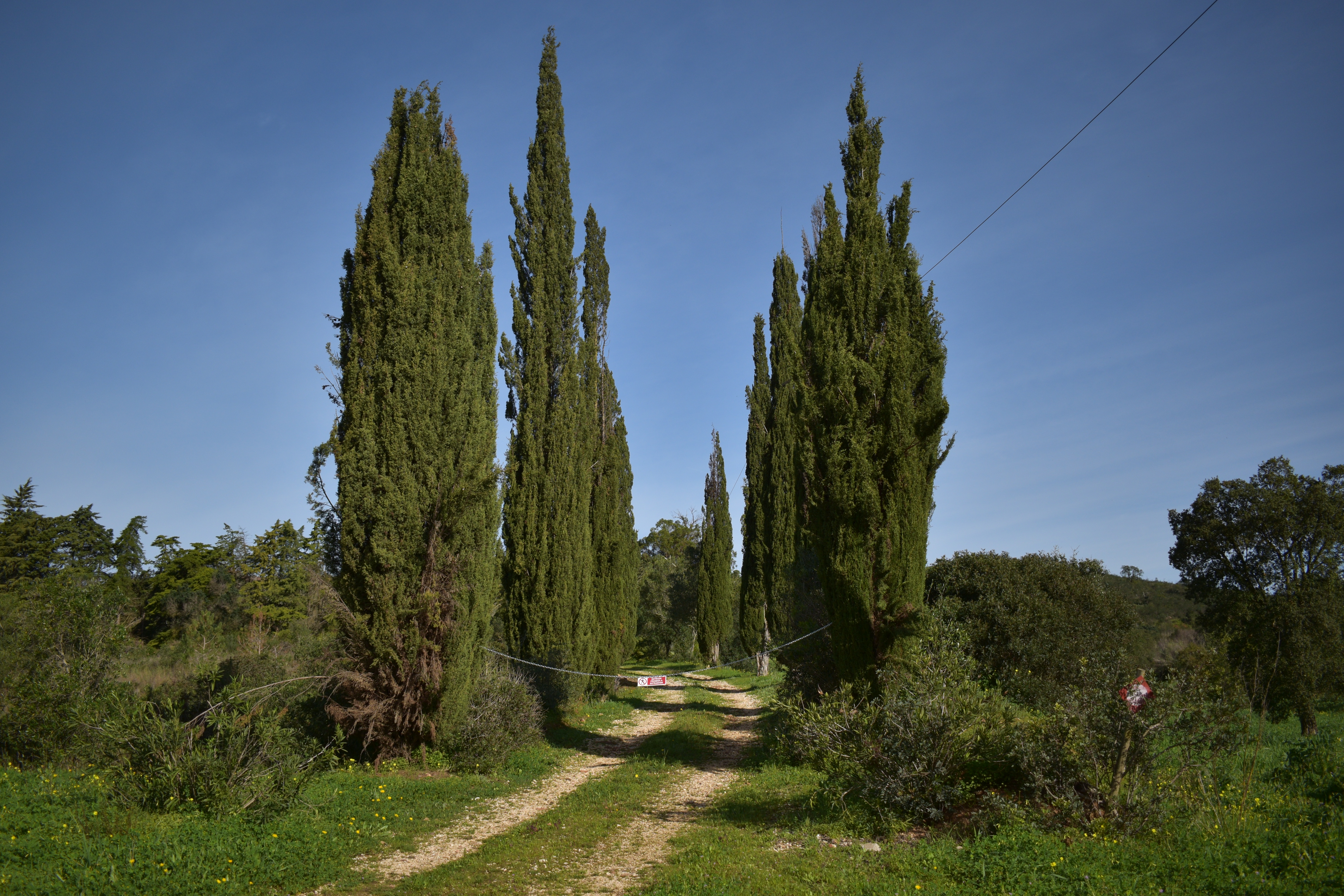
Entrada do Eremitério dos Pegos Verdes, rodeada por ciprestes-italianos, em 2024

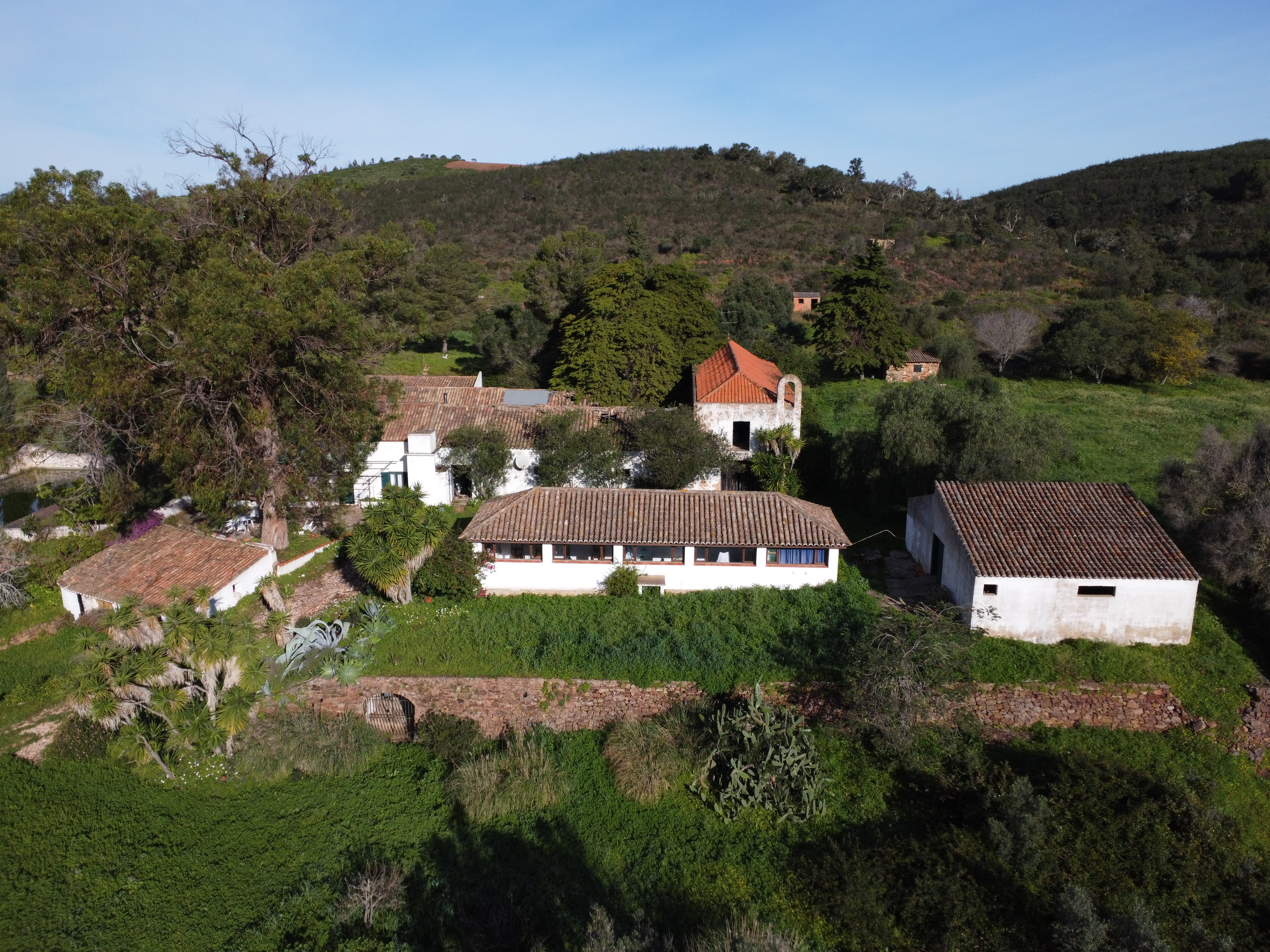
Vista geral do complexo, em 2024

O testemunho mais antigo que se conhece sobre o eremitério dos Pegos Verdes é o contrato para a sua edificação, de 10 de Maio de 1755. Este documento refere que o responsável pelo financiamento das obras foi Afonso Dias, um lavrador da Mexilhoeira Grande. O plano foi da autoria de frei Manuel de Faro, tendo o edifício sido construído por um grupo de mestres pedreiros de Lagos, formado por Francisco Soares, Afonso Freire e Lourenço Moreira, e coordenado por Manuel Martins, que recebeu 150  mil Réis pela obra. Segundo um documento do padre Xavier Francisco Pacheco, da Mexilhoeira Grande, o edifício devia ser «de abóbada de caliço e o arco da capela de alvenaria e um nicho no meio de dez palmos de alto e dois debanda e seis palmos de alto. E toda a cantaria necessária para a igreja que vem a ser os portados de quatro portas e suas janelas e degraus do altar e escadas do coro, lajeado de todo o edifício, e dar por acabada a igreja com tudo que pertence ao seu ofício, serventes à sua custa e só se lhe dará pedra, cal, caliço em bruto, e madeira para os andaimes e cambotas junto do edifício.». Nos documentos relativos à construção do edifício não se faz referência a quaisquer comunidades religiosas, pelo que terá sido inicialmente apenas um simples ermitério, instalado por iniciativa particular, sem interferência por parte das entidades eclesiásticas.
O edifício foi posteriormente ocupado por eremitas dedicados a Santo Antão, que originalmente tinham uma casa nas imediações de Monchique, conhecida como Hospício e Eremitério da Picota. Este complexo foi muito danificado pelo Sismo de 1755, tendo em 1759 sido registado o último enterramento naquela igreja. Porém, Silva Lopes referiu na obra Corografia do Reino do Algarve, publicada em 1841, que na altura do sismo já tinham sido construído o eremitério dos Pegos Verdes: «Parte desta igreja [da de Nossa Senhora do Verde] tinha cahido pelo terremoto, assim como todo o hospicio e igreja, que alli perto no sitio de Pegos Verdes havião edificado huns monges, que por fugir da aspereza da serra da Picota tinhão mudado para aqui a sua morada». De qualquer forma, em 1758 o eremitério já estava a ser ocupado, uma vez que uma carta de 11 de Abril daquele ano, enviada pelo prior da freguesia em resposta aos inquéritos do Marquês de Pombal, refere que existia «um ermitério no qual assistem três monges que observam a Regra de Santo Antão, e a sua igreja tem por orago a Senhora do Carmo, a qual está no sítio chamado Pegos Verdes e é nos limites desta freguesia. Não tem padroeiro e vivem sujeitos à jurisdição do Excelentíssimo e Reverendíssimo Senhor Arcebispo Bispo deste Bispado.». Em 1763, o convento foi forçado a passar as suas propriedades foreiras para a Santa Casa da Misericórdia de Monchique, perdendo assim grande parte das suas posses. Em 1 de Fevereiro de 1777 surge uma nova referência ao convento dos Pegos Verdes, quando um documento referiu que tinha falecido o monge Manuel de São Francisco, que «foi sepultado na igreja do ermitério». Em 1779, a comunidade foi beneficiada pelos filhos de D. João V, D. António e D. José. A instalação na casa em Pegos Verdes foi provavelmente a última das comunidades religiosas a se instalarem no Algarve, encerrando um processo que se tinha iniciado no século XIV, na sequência da Reconquista cristã da região. O edifício foi reconstruído por ordem de D. Francisco Gomes de Avelar, Bispo do Algarve, que esteve ali em diversas ocasiões, durante as suas viagens às Caldas de Monchique.

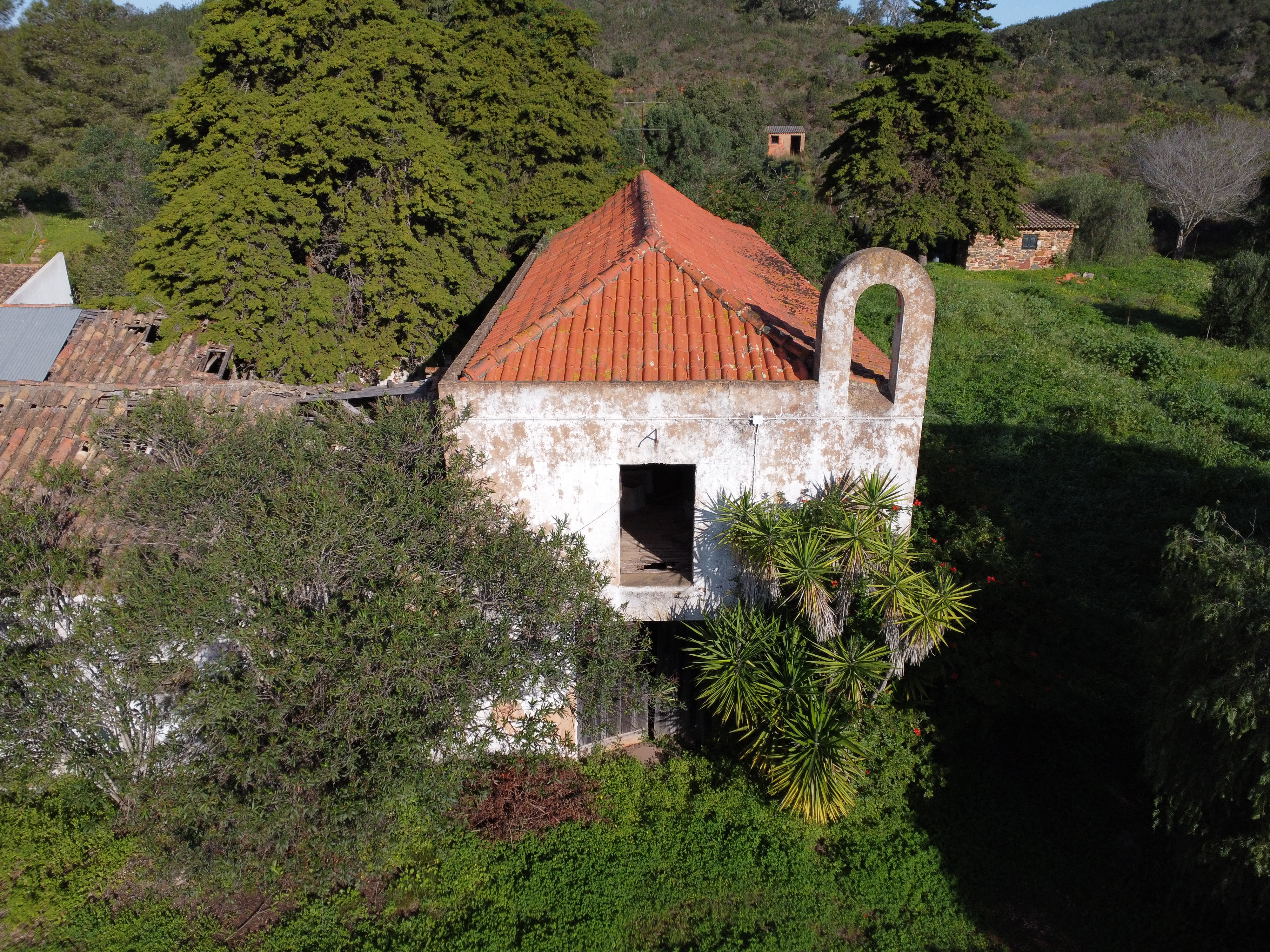
Vista do exterior da igreja, em 2024

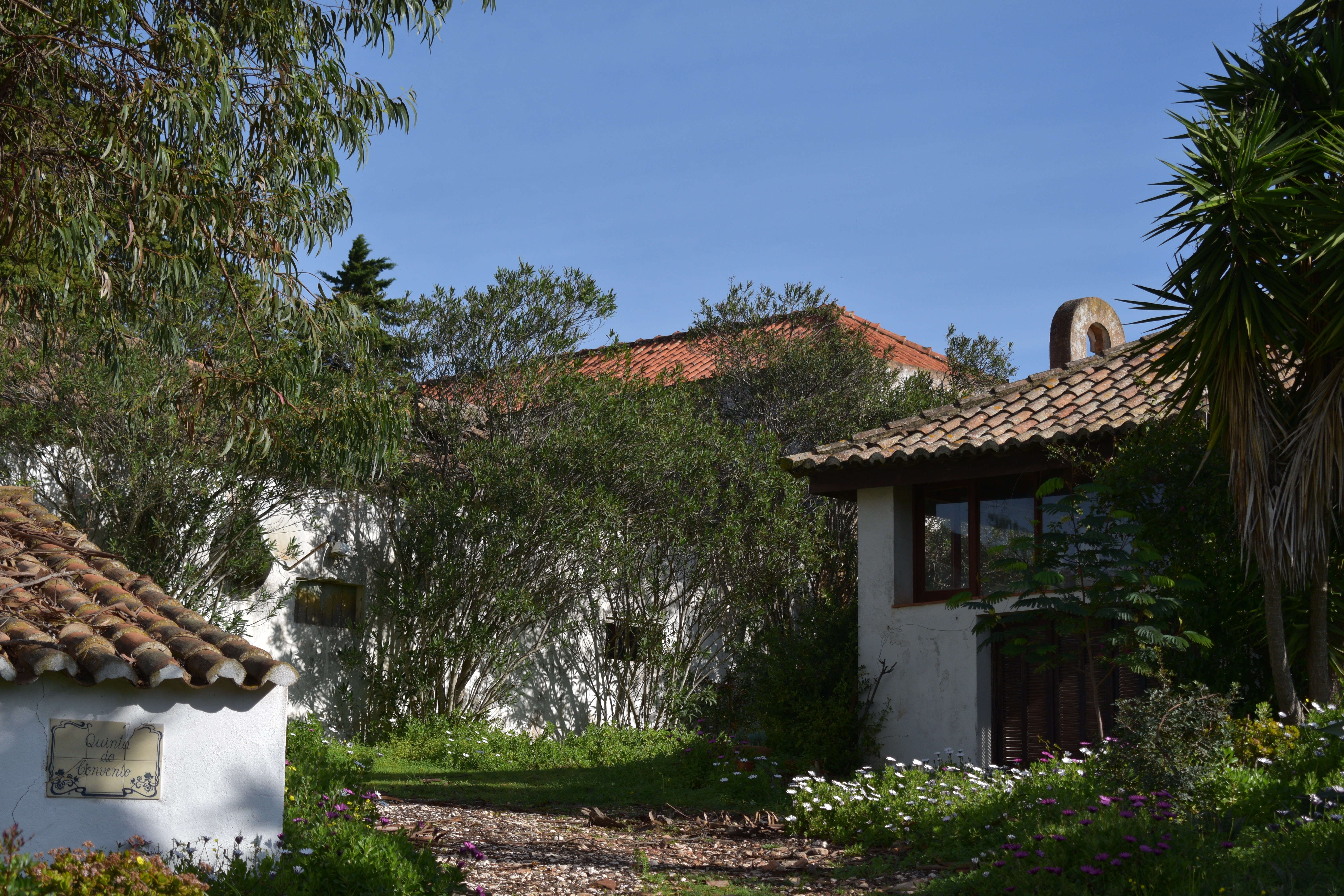
Vista do exterior da propriedade, em 2024

### Século XIX
Segundo Silva Lopes, os rendimentos de 1828 a 1832 da comunidade dos Pegos Verdes foram de 9:750 Réis, compostos unicamente por «Foros, Censos e Pensões», embora o total referente ao antigo convento em Monchique fosse muito superior, atingindo o valor de 279.240 Réis. Na sequência da Guerra Civil Portuguesa, o convento foi ocupado pelas tropas do guerrilheiro Remexido, que instalaram ali um quartel. As imagens que estavam no convento foram passadas para a Igreja Paroquial de Mexilhoeira Grande. Os guerrilheiros não terão saqueado o convento, uma vez que o seu recheio ainda lá estava quando foi posteriormente inventariado, mas utilizaram os papéis do arquivo para se aquecerem. O convento foi encerrado pelo decreto de 30 de Maio de 1834, que extinguiu as ordens religiosas em Portugal. Em 3 de Julho desse ano foi assinado o auto para a extinção e posse dos bens do eremitério, pelo provedor de Portimão, José Júdice Biker, transitando as suas propriedades para a fazenda pública. Nesta época era conhecido como Eremitério de Nossa Senhora do Carmo. O inventário da igreja era composto por um cálix com patena e colherzinha, uma chave do sacrário, coroas e resplandores de santos, sendo todos estes elementos em prata, além de vários paramentos. Tinha igualmente alguns foros, incluindo um em Portimão e outro em Armação de Pêra. Na Relação dos Egressos dos Extintos Conventos com assentamento do Thesouro Publico Nacional até Junho de 1838 surge o padre Luís António Correia, que aparece registado como religioso do «Mosteiro de Santo Antão Abb Pegos Verdes», que foi o último abade daquela casa. Na Relação dos Bens Nacionaes Situados no Algarve, suas avaliações, e preço dos que tem sido arrematados até ao fim de Novembro de 1840, publicada na Corografia do Algarve de Silva Lopes, o Ermitorio e igreja de Pegos Verdes e a Cerca do mesmo, foram avaliadas em conjunto em 400$000 mil Réis. Nesta obra refere-se igualmente que «ultimamente estava este hospicio bem reparado com huma bonita cerca, quasi á borda da estrada». Em Junho de 1842, a propriedade do antigo convento foi comprada por João Gregório de Mascarenhas.

### Século XX
Nos princípios do século XX, o proprietário do antigo convento foi Manuel Teixeira Gomes, presidente da República Portuguesa e escritor, que o utilizava como casa de recreio e de caça. O local ficou registado em alguns dos seus livros, como a novela D. Joaquina Eustácia Simões de Aljezur, publicada na obra Gente Singular, em 1909, e O Sítio da Mulher Morta, que foi incluído no livro Novelas Eróticas, de 1934. Posteriormente o edifício foi restaurado, servindo nos princípios do século XXI como uma residência particular. Posteriormente, o complexo passou a ser propriedade de uma família estrangeira. Também no século XX, o complexo foi profundamente modificado para usos agrícolas, e depois para fins residenciais, tendo a igreja passado a servir de garagem, enquanto que o edifício do ermitério foi transformado numa vacaria.

## Leitura recomendada
- ALMEIDA, Fortunato de (1968). História da Igreja em Portugal. Volume III. Porto e Lisboa: Livraria Civilização